# Le Soulier de satin
Le Soulier de satin è un film del 1985 diretto da Manoel de Oliveira.

## Trama
All'epoca della colonizzazione spagnola dell'America Latina, narra l'amore del giovane Don Rodrigue per Donna Prouhèze ("Prodezza"), che è sposata, e che egli insegue per tutta la vita: dalla Spagna all'America Latina all'Africa. 
Il titolo si riferisce al fatto che Donna Prouhèze dona alla statua della Vergine la sua scarpetta di raso.

## Produzione
Il film fu prodotto da Les Films du Passage, Metro E Tal in associazione con Institut National de la Communication Audiovisuelle, Westdeutscher Rundfunk (WDR), Société Suisse de Radiodiffusion et Télévision (SSR) con la partecipazione dell'Instituto Português de Cinema (IPC), Ministrère de la Culture Français e Ministério da Cultura

## Distribuzione
Il film venne presentato il 3 settembre 1985 alla Mostra del cinema di Venezia che assegnò a Manoel de Oliveira un Leone d'Oro speciale. Qualche giorno più tardi, il 25 settembre, il film fu presentato in prima anche in Portogallo. Il 10 ottobre, Le Soulier de satin partecipò al New York Film Festival.
Nel 1986, la Cannon International detenne i diritti di distribuzione mondiale del film che, in Francia, fu distribuito dalla Forum Distribution.

## Critica
In questo film si rappresenta un mondo, dove «gli attori diventano a loro volta spettatori, come succede nei quadri di Velázquez o Veronese (...), il teatro, il cinema, la realtà si confondono, dispone di fronte agli occhi mondi paralleli e contigui, dà avvio ad un inabissamento senza fine nella zona di confine tra realtà e riproduzione della realtà». Per la composizione delle scene è lo stesso Oliveira a «denunciare i crediti figurativi del film: (...) Velázquez, (...) Rubens, (...) Nuno Gonçalves (...) El Greco».
La versione integrale del film ha la durata di undici ore ed è stato scritto che a differenza che in Shakespeare dove lo spazio del mondo diventa scena, ne Le soulier de satin lo spazio scenico è destinato ad accogliere il mondo, dal Marocco all'America del Sud passando per Praga, corpi celesti come la Luna e marittimi come l'Oceano Atlantico.